# Fowlerina
Fowlerina is een geslacht van weekdieren uit de klasse van de Gastropoda (slakken).

## Soorten
- Fowlerina punctata (Tesch, 1903)
- Fowlerina zetesios Pelseneer, 1906